# Žerůtky
Žerůtky (deutsch Scherutek, früher Zerutek) ist eine Gemeinde in Tschechien. Sie liegt acht Kilometer südlich von Kunštát und gehört zum Okres Blansko.

## Geographie

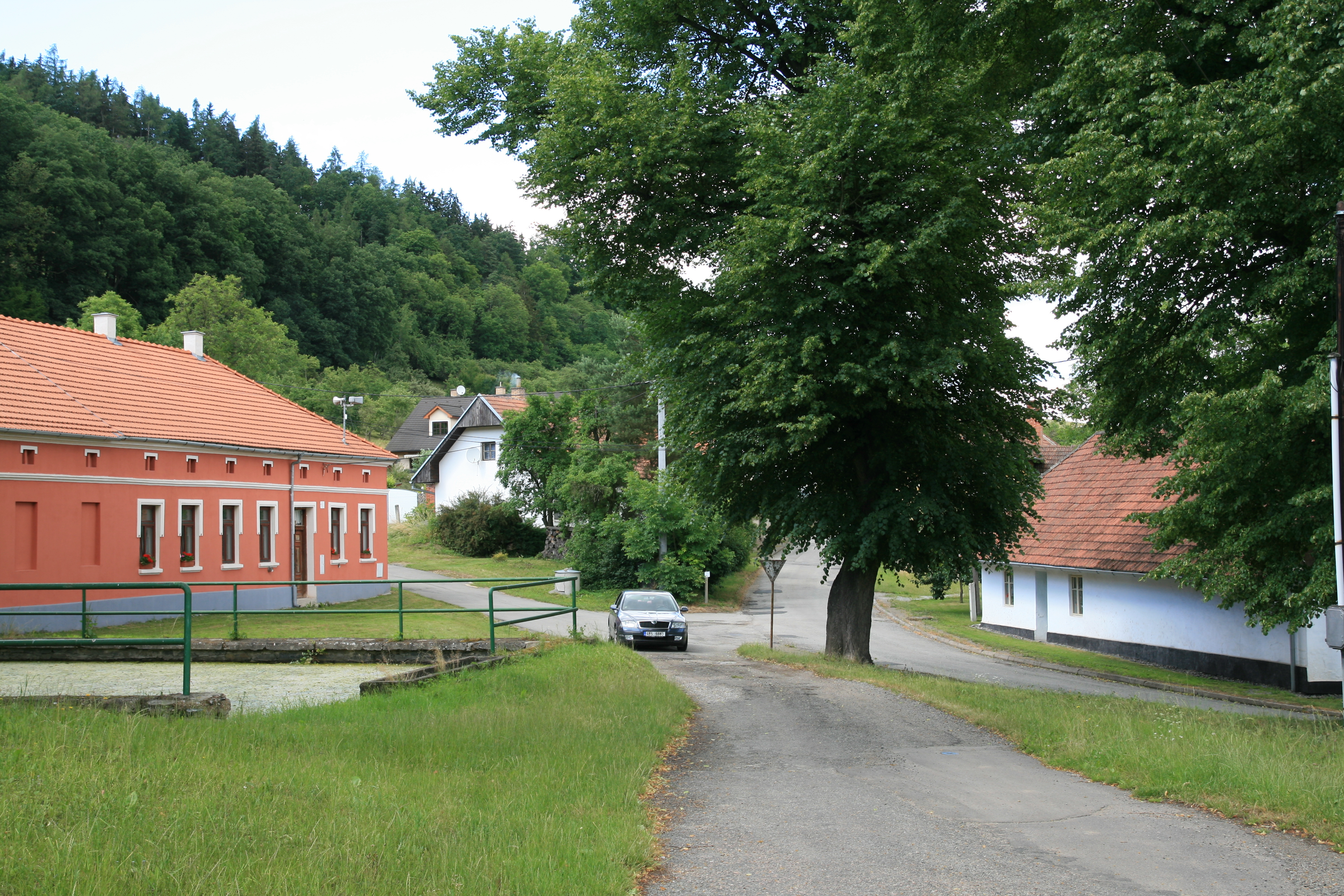
Dorfplatz in Žerůtky

Žerůtky befindet sich am östlichen Fuße der Böhmisch-Mährischen Höhe im Blanenský prolom (Blanzer Becken). Das Dorf liegt in der Quellmulde des Baches Žerůtský potok. Nordöstlich erheben sich der Speše (368 m) und Malý Chlum (488 m), im Osten der Velký Chlum (460 m) und im Nordwesten der Marek (472 m). Östlich von Žerůtky liegen die Dämme der unvollendeten Reichsautobahn Wien-Breslau, dahinter verläuft die Trasse der Schnellstraße R 43/E 461.
Nachbarorte sind Lysice im Norden, Pohodlí und Krhov im Nordosten, Perná, Huť svaté Antonie, Obora und Klemov im Osten, Bořitov im Südosten, Býkovice im Süden, Dlouhá Lhota im Südwesten, Kozárov und Kunčina Ves im Westen sowie Lačnov und Štěchov im Nordwesten.

## Geschichte
Die erste schriftliche Erwähnung des zur Herrschaft Lysice gehörigen Dorfes erfolgte im Jahre 1353.
Nach der Aufhebung der Patrimonialherrschaften bildete Žerutky ab 1850 eine Gemeinde in der Bezirkshauptmannschaft Boskovice. Nach der Auflösung des Okres Boskovice kam die Gemeinde mit Beginn des Jahres 1961 zum Okres Blansko.

## Gemeindegliederung
Für die Gemeinde Žerůtky sind keine Ortsteile ausgewiesen.

## Sehenswürdigkeiten
- Kapelle Maria Schnee